# Vaart Noordzijde 28
Het woonhuis aan de Vaart Noordzijde 28 in de Nederlandse stad Assen is een monument.

## Beschrijving
In 1780 werd de Drentsche Hoofdvaart doorgetrokken tot aan Assen en in de jaren die volgden werden aan beide zijden woningen gebouwd. 
Het huis werd in de 19e eeuw gebouwd en is van het Asser type, een benaming die in de stad wordt gegeven aan verdiepingsloze woonhuizen met een verhoogde middenpartij. In andere regio's wordt dit type ook wel middenganghuis genoemd. Het gepleisterde pand is opgetrokken vanuit een rechthoekig plattegrond. Het heeft een met pannen gedekt schilddak. De symmetrische voorgevel is vijf traveeën breed, met een centrale entree en een verhoogde middenpartij over drie traveeën. De vensters zijn voorzien van luiken en kroonlijsten. Aan straatzijde staan stoeppalen met kettingen.

## Waardering
Het pand werd in 1965 in het monumentenregister opgenomen als rijksmonument, tegelijkertijd met de naburige panden op nummer 26, nummer 30 en het Witte Huis op nummer 36. De panden maken deel uit van het beschermd stadsgezicht in Assen.